# Casa de Moneda (Costa Rica)

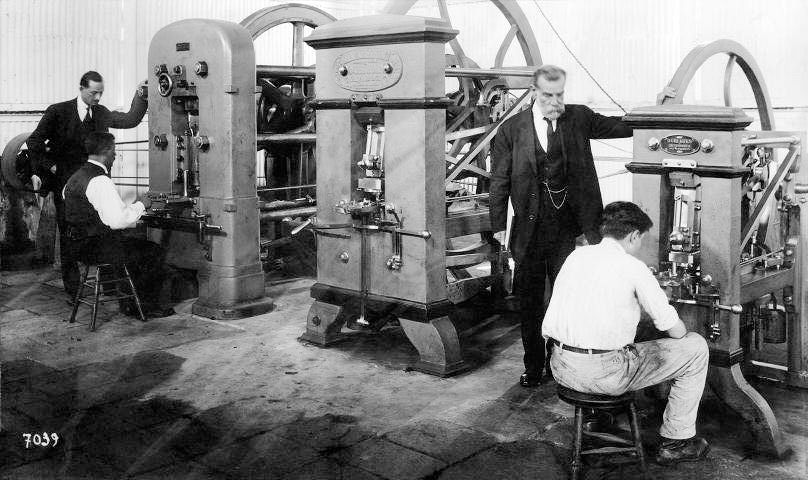
Casa de Moneda de Costa Rica en 1923

La primera casa de la Moneda fue creada en Costa Rica en 1828, iniciando sus labores con troqueles traídos de Guatemala para acuñar monedas de la Federación Centroamericana. Cerró varias veces por falta de materiales y mientras tanto se usaban monedas de otros países con resellos, hasta que en 1949 cerró de manera definitiva sus puertas. Desde entonces Costa Rica encarga el acuño de su monedas en casas de moneda en el exterior.

## Primera moneda circulante
Costa Rica no tuvo casa de fabricación de moneda durante el período colonial, por lo que se utilizó moneda procedente de los cuños de España (Segovia y Sevilla) y de América como los de México, Lima, Bogotá y Potosí, y Guatemala, entre otros.
Sin embargo, cabe la posibilidad de que durante o después del dominio español existiera un cuño en Cartago, del cual quedaron unos cuños antiguos y en mal estado en la Casa de la Moneda, que sirvieron de base en una investigación por falsificación en el año de 1834.
Después de la independencia de España el 15 de septiembre de 1821, Costa Rica continuó utilizando el sistema español heredado de la colonia, con el Real español como unidad monetaria para la plata y el Escudo de oro para el oro y se comenzó a plantear la necesidad de establecer una «Casa de Cuño»” para fabricar su propia moneda, debido a la escasez de numerario, la baja calidad de muchas de las monedas coloniales que circulaban y la búsqueda de un elemento que manifestara soberanía independiente con respecto al imperio español.

## Las minas del Aguacate
El descubrimiento de las minas de los Montes del Aguacate representó una importante posibilidad de obtener metal para la acuñación, lo cual reforzó la idea de establecer una “Casa de Cuño”. En junio de 1822 los vecinos de San José presentaron al Ayuntamiento una solicitud para crear esta Casa, con el fin de que no se exportara el oro proveniente de las minas. Su solicitud fue aceptada por la Asamblea Nacional de la provincia y se designó al intendente don Juan Mora Fernández para que realizara las gestiones que permitieran establecerla. El 18 de octubre de 1823 el español Mateo Eduardo Tristán de Urandurraga y el ciudadano Manuel Alvarado forman una sociedad minera llamada Ingenio San José de los Horcones, en la zona de Río Grande, Alajuela, que fue la primera Casa de Moneda, provisional. 
Mientras tanto, entre 1822 y 1825, continuaron circulando las monedas del imperio español y las de otros estados de América. La casa de moneda provisional, establecida en 1824, produjo monedas de oro a partir de 1825, en denominaciones de una onza, media onza, dos escudos, un escudo y medio escudo, y estuvo a cargo de un minero español llamado Mateo Urandurraga, quien fungió como ensayador, motivo por el cual sus iniciales aparecen en las monedas. Estas monedas tenían por el anverso el escudo de la Federación Centroamericana, y por el otro la figura de una palmera. A pesar de estas emisiones de circulante, la moneda necesaria para la mayoría de las transacciones, la de plata, escaseaba por lo que continuaba circulando la de origen español, acuñada en diversas partes de América y España, así como la de otros estados americanos recientemente independizados.

## Creación de la Casa de la Moneda
El 13 de octubre de 1828 se creó, con carácter permanente, la Casa de Moneda de Costa Rica, la cual se estableció San José e inició funciones en 1829. Las primeras monedas que acuñó fueron del tipo de la Federación Centroamericana, con troqueles traídos de Guatemala. Esta casa de moneda estuvo a cargo de Félix Mora, quien fungió también como ensayador, por lo que la inicial de su nombre (F) aparece en las monedas acuñadas entre 1828 y 1837.
Durante los períodos en que la Casa de Moneda estuvo cerrada por falta de materiales y maquinaria, se mantuvo el puesto de ensayador para que este verificara la calidad de las monedas que estaban en circulación. Por ejemplo, durante el segundo gobierno de Braulio Carrillo Colina (1838-1842) solo se acuñaron monedas de oro de un escudo y de plata de medio real en 1842, por lo que se autorizó la circulación de moneda extranjera de diferentes países y denominaciones, en 1841, a la cual se le aplicaba un resello compuesto por una estrella de seis puntas.

## Ubicación
El primer asiento de esta Casa de la Moneda se desconoce, pero en 1833 se encontraba en un edificio de adobes que se ubicaba donde se encuentra en la actualidad el edificio del Banco Nacional de Costa Rica, en avenida primera, avenida que lleva el nombre de “Calle del Cuño”. Posteriormente, a finales del siglo XIX, la Casa de Moneda se trasladó a otro recinto situado frente al costado sur de la antigua estación del Ferrocarril al Atlántico y finalmente en 1917, se reubicó al costado este de lo que hoy es la antigua Aduana Principal, en un galerón de estructura metálica y láminas de zinc en sus paredes, que hoy es el teatro de la Aduana, en donde se mantuvo hasta su cierre.
En la Casa de Moneda no solo se acuñaron monedas, sino que el Gobierno aprovechó los recursos técnicos de las máquinas para confeccionar otro tipo de objetos, como medallas y condecoraciones militares, sellos oficiales, placas para policías con el escudo de Costa Rica, pesas oficiales para el comercio y hasta boletos de café para fincas privadas. Esto sucedía también porque la acuñación de monedas no se realizaba durante todo el año, sino solo por períodos de acuerdo con las necesidades de moneda.

## Cierre definitivo
La Casa de Moneda de Costa Rica se cerró en 1949, durante el gobierno de la Junta Fundadora de la Segunda República, a cargo de José Figueres Ferrer. Los argumentos para su cierre fueron que la maquinaria estaba muy deteriorada y que su renovación requería de una inversión considerable. Además, la introducción de maquinaria más eficiente había provocado que la fabricación anual de monedas de Costa Rica se realizara en unas pocas semanas y que el cuño quedara sin trabajo el resto del año. Un año después, el 28 de enero de 1950, se separa del Departamento Emisor del Banco Nacional de Costa Rica, para integrarse en el recién creado Banco Central de Costa Rica, el cual es el único responsable de la emisión de moneda en Costa Rica. 
La máquina deshusada del cuño fue fundida y el hierro que se obtuvo fue vendido a una empresa en Panamá. El último director de la Casa de Moneda fue Efraín Blanco Castro, maestro grabador estudiado en París, hijo de Cruz Blanco Corrales, grabador del cuño costarricense en la segunda mitad del siglo XIX.

## Nueva Casa de Moneda
El 9 de marzo de 2010 se inauguró la primera Casa de Moneda de Costa Rica después de 60 años. Esta Casa de Moneda, llamada „Mint of Costa Rica“, es una institución privada que brinda sus servicios al Banco Central de Costa Rica. Está ubicada en San José, en el barrio Ipís de Goicoechea. Esta empresa es parte del grupo Amera, compañía matriz y operadora de servicios de monedas y cospeles. El cliente principal de la casa de moneda de Costa Rica es el Banco Central de Costa Rica, sin embargo la compañía ofrece sus servicios a todos los bancos de la región centroamericana y del Caribe.